# Tramway touristique de la vallée de la Deûle
Le tramway touristique de la vallée de la Deûle est un tramway à voie métrique qui circule de Marquette à Wambrechies dans le Nord. Il est exploité par l'Association du Musée International des Transports Métropolitains (AMITRAM).

## Description
La voie métrique est implantée en bordure du canal de la Deûle et commence au pied du "pont Mabille" à Marquette, en direction de Wambrechies.
Après avoir longé la rue de la Deûle pendant environ cinq cents mètres, la ligne passe entre le canal et la remise des tramways "Deûle". Dans cette remise sont stationnés les quatre tramways en service et le locotracteur diesel qui sert à l’entretien du réseau. La voie suit ensuite le chemin de halage en bordure de la Deûle. Au niveau du pont de la rocade se trouve un croisement permettant aux tramways de se croiser.
Après quelques centaines de mètres la ligne pénètre dans Wambrechies au niveau du "S du chemin du Casino". Elle longe le hameau de la Bouverie, et le rail "Vignole" est remplacé par du rail "Broca" dans la chaussée. La voie traverse ensuite la rue du Pont-levis par un passage à niveau et arrive au "Vent de Bise", où est implantée une halte. La voie se dirige ensuite vers la ferme Saint-Chrysole, auparavant dénommée "Ghestem". Cette extension de 800 mètres de la ligne a été ouverte en 2003, comporte un troisième évitement et longe des habitations récentes. La ligne se termine dans la zone du plateau, passant à proximité d’un étang de pêche et décrivant une grande courbe d’accès à la ferme Saint-Chrysole qui est équipée d'un quai central à deux voies.
Entièrement rénovée, la ferme Saint-Chrysole comporte des salles de restaurant et de réceptions.

## Projet d'extension
Malgré des vols répétés des câbles sur la ligne, l'association, soutenue par les collectivités traversées, envisage de prolonger la ligne touristique vers Quesnoy-sur-Deûle vers le nord et vers le Champ de Mars à Lille vers le sud.

## Collection

### Tramways
| Image | Numéro | Type                      | Origine                                                     | Construction       | Réforme | Longueur | Largeur | Capacité                            | Observations - Particularités         |
| ----- | ------ | ------------------------- | ----------------------------------------------------------- | ------------------ | ------- | -------- | ------- | ----------------------------------- | ------------------------------------- |
|       | 717    | Motrice à truck type 700  | Tramways électriques de Lille et sa banlieue                | 1931               | 1961    |          |         |                                     | En état de réforme                    |
|       | 877    | Motrice à truck type 800N | Tramways électriques de Lille et sa banlieue                | 1936               | 1966    |          |         |                                     | Restauré en l'état de fin de carrière |
|       | 74     | Motrice à truck           | Tramways de Neuchâtel                                       | entre 1921 et 1928 |         | 9,20 m   | 2 m     | 55 places (20 assises, 35 debout)   |                                       |
|       | 420    | Motrice à bogies type 400 | Électrique Lille - Roubaix - Tourcoing                      | 1909               |         | 12,225 m | 2,100 m | 101 places (28 assises, 73 debout ) |                                       |
|       | 432    | Motrice à bogies type 400 | Électrique Lille - Roubaix - Tourcoing                      | 1926               |         | 12,225 m | 2,100 m | 101 places (28 assises, 73 debout ) |                                       |
|       | 182    | Motrice à truck           | Chemin de fer-musée Blonay-Chamby, Basler Verkehrs-Betriebe | 1926               |         |          |         |                                     |                                       |

### Autobus
| Origine          | Modèle              | Numéro     | État     |
| ---------------- | ------------------- | ---------- | -------- |
| CEN Valenciennes | Brossel BL55        | 149        | statique |
| CGIT             | Brossel A92 DAR-L/3 | 247        | statique |
| CGIT             | Brossel A92 DAR-L/4 | 333        | roulant  |
| CGIT             | Brossel BL55        | 567 ex 367 | roulant  |
| CGIT             | Brossel BL55S/2     | 871 ex 471 | statique |

## Sources et bibliographie

### Sites internet
- « Collection AMITRAM : Les autobus de Lille - Roubaix - Tourcoing », sur le site de l'AMITRAM
- « Collection AMITRAM : Les autobus & trolleybus étrangers », sur le site de l'AMITRAM